# Ulleskelf
Ulleskelf is een civil parish in het bestuurlijke gebied Selby, in het Engelse graafschap North Yorkshire.

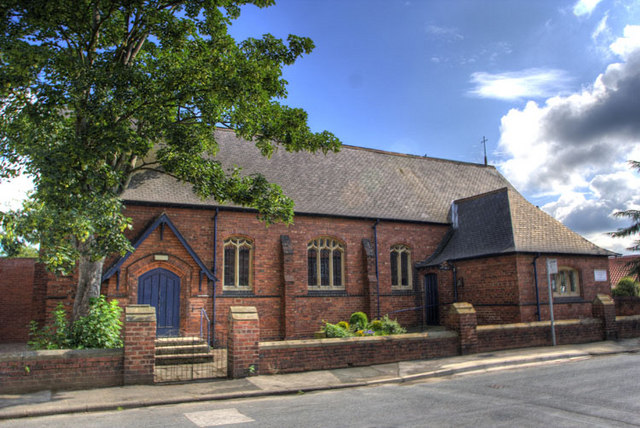
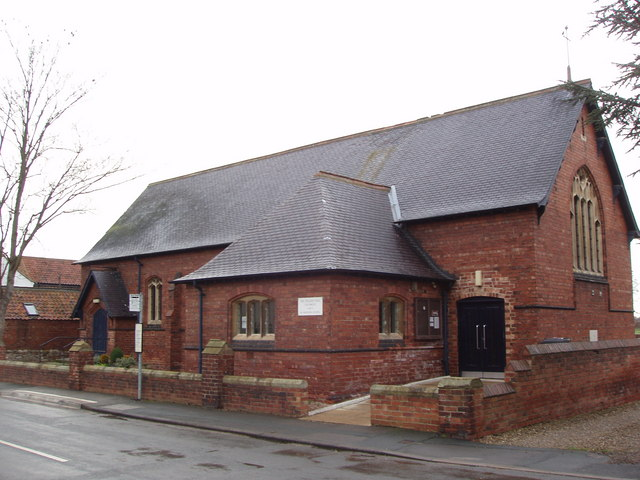